# بييل ريباس
بييل ريباس (بالإسبانية: Biel Ribas)‏ (2 ديسمبر 1985 بميورقة في إسبانيا - ) هو لاعب كرة قدم إسباني في مركز حراسة المرمى. شارك مع منتخب إسبانيا تحت 17 سنة لكرة القدم ومنتخب إسبانيا تحت 19 سنة لكرة القدم ومنتخب إسبانيا تحت 20 سنة لكرة القدم. أما مع النوادي، فقد لعب مع أتليتيكو بالياريس وإسبانيول ونادي جامعة مرسية ونادي سالامانكا ونومانسيا وLorca Deportiva CF ‏ وإسبانيول ب.

## وصلات خارجية
- بييل ريباس على موقع الاتحاد الدولي (مؤرشف)  (الإنجليزية)
- بييل ريباس على موقع قاعدة بيانات كرة القدم.إي يو (الإنجليزية)
- بييل ريباس على موقع Soccerbase.com (لاعب) (الإنجليزية)
- بييل ريباس على موقع Soccerway.com (الإنجليزية)
- بييل ريباس على موقع AS.com (الإسبانية)